# Institutas da Religião Cristã
As Institutas da Religião Cristã, em latim Christianae religionis institutio, ou simplesmente As Institutas é a obra principal da teologia de João Calvino.

## O livro

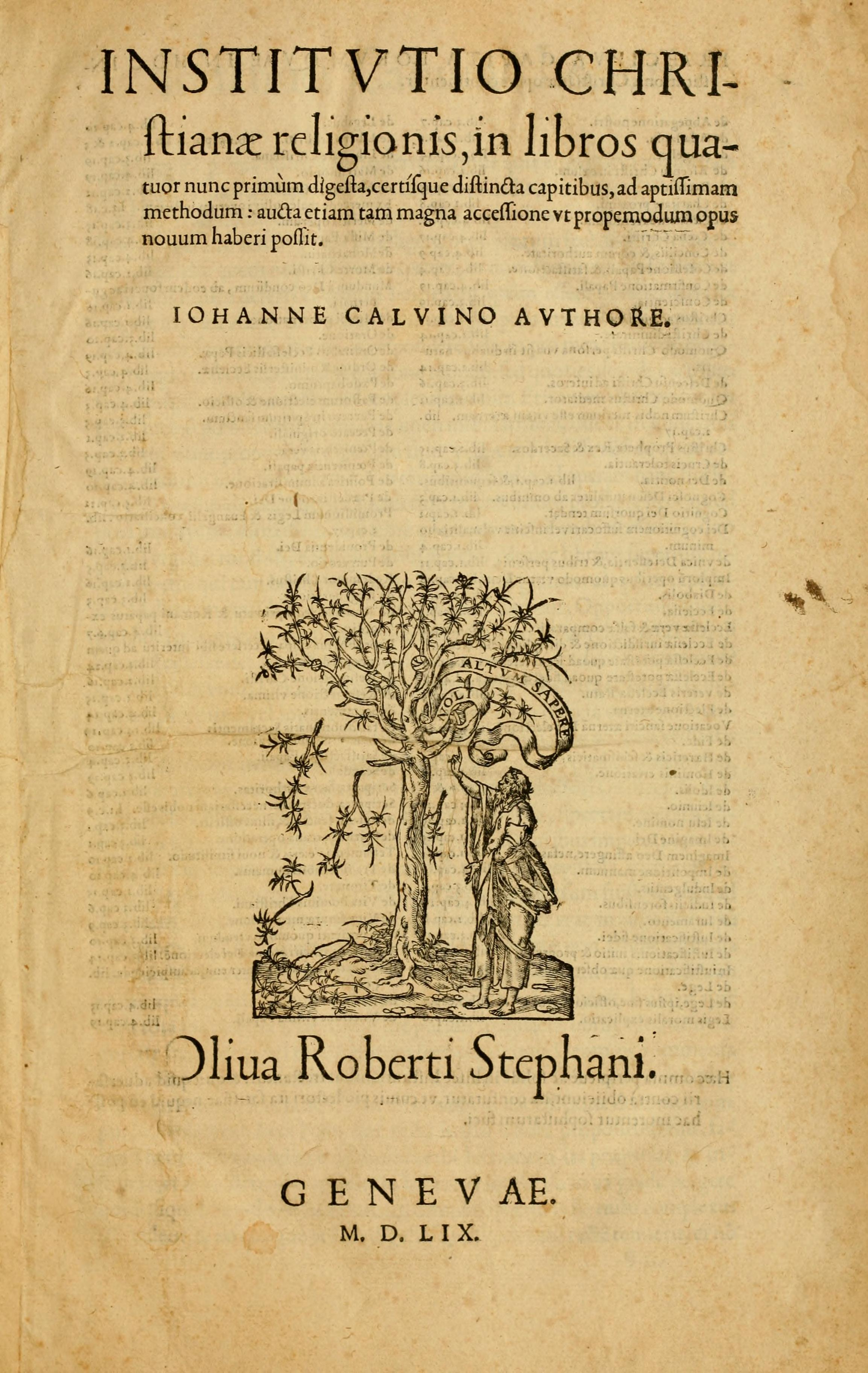
As Institutas da Religião Cristã (edição genebrina de 1559)

O nome Institutas é uma tradução do título original em latim da obra, Institutio christianae religionis. Institutas quer dizer instrução, ensino. Um nome mais simples para a obra poderia ser Ensino Sobre o Cristianismo, aliás, título utilizado em um resumo da obra feito pelo teólogo J. P. Wiles. O nome Institutas portanto não é de forma alguma ligado a instituições de qualquer tipo, como o nome por vezes é erroneamente compreendido e divulgado (a não ser que pensemos na instituição do ensino, mas essa não é a ideia proposta pelo livro).
A primeira edição foi publicada em 1536 em latim. A última edição, totalmente revisada, foi dos 1559. As Institutas são a referência primária para o sistema de doutrinas adotado pelas Igrejas Reformadas, influenciando também outras surgidas na Reforma ou em período próximo. As ideias de Calvino são as bases para o conjunto de doutrinas usualmente chamado de Calvinismo.
As Institutas quando do seu lançamento recebeu um título bem sugestivo para o que pretendia a ser:
"Christianae religionis Institutio, totam fere píetatis summã, & quic quid est in doctrina salutis cognitu necessarium, conplectens: amnibus pietatis itudioris lectu dignissimum opus, acre cens editum."
"Institutas da Religião Cristã, resumo quase completo da piedade, abrangendo tudo que, quanto à doutrina da salvação, é necessário conhecer; obra seleta e à altura de todos os estudiosos da vida piedosa, recentemente publicada."
Calvino ao escrever as Institutas teve como objetivo criar um manual de instrução cristã, sendo como disse um resumo, dos ensinos doutrinários próprios para a formação de um cristão.

## Divisão
Em sua primeira versão contava com a seguinte divisão:
1.Lei
a. Conhecimento de Deus
b. Conhecimento do homem
c. Lei e decálogo
d. Justificação
2.Fé
Credo dos Apóstolos:
a. parte 1
b. parte 2
c. parte 3
d. parte 4
eleição e predestinação
3.Oração
4.Sacramentos
arrependimento, satisfação
5. Liberdade cristã etc.
a. Liberdade Cristã
b. Poder eclesiástico
c. Governo Civil